# Taynuilt
Taynuilt är en ort i Storbritannien.   Den ligger i kommunen Argyll and Bute och riksdelen Skottland, i den nordvästra delen av landet, 600 km nordväst om huvudstaden London. Taynuilt ligger 23 meter över havet och antalet invånare är 615.
Terrängen runt Taynuilt är huvudsakligen kuperad, men den allra närmaste omgivningen är platt. Taynuilt ligger nere i en dal.Runt Taynuilt är det mycket glesbefolkat, med 2 invånare per kvadratkilometer. Närmaste större samhälle är Oban, 14,4 km väster om Taynuilt. Trakten runt Taynuilt består i huvudsak av gräsmarker.